# Sergueï Sidorski
Siarhieï Sidorski
Sergueï Sergueïévitch Sidorski (en russe : Сергей Сергеевич Сидорский ; en biélorusse : Сяргей Сяргеевіч Сідорскі, Siarhieï Siarhieïévitch Sidorski), né le 13 mars 1954 à Gomel (URSS), est un homme d'État biélorusse, Premier ministre de 2003 à 2010.

## Biographie
Le 10 juillet 2003, il est nommé Premier ministre par intérim en remplacement de Guennadi Novitski, par le président Alexandre Loukachenko, puis est confirmé le 19 décembre suivant après un vote du Parlement. Il présente sa démission après l'élection présidentielle de 2010 avant d'être remplacé le 28 décembre par Mikhaïl Miasnikovitch.